# Tibetaufstand 1959
Der Tibetaufstand, der am 10. März 1959 in Lhasa, der Hauptstadt von Tibet, ausbrach, richtete sich gegen die kommunistische Regierung der Volksrepublik China. Obgleich eine tibetische Regierung bis 1959 bestand, war Tibet seit der Invasion durch die Volksbefreiungsarmee 1950 de facto unter chinesischer Herrschaft. Der Jahrestag des Aufstands wird von vielen Tibet-Unabhängigkeitsgruppen als „Tag des Tibetaufstands“ begangen. Einige betrachten den Xunhua-Zwischenfall von 1958 als Vorläufer des tibetischen Aufstands.

## Vorgeschichte
Nachdem China das de-facto unabhängige Tibet gewaltsam annektiert hatte, einigten sich beide Parteien im Abkommen zur friedlichen Befreiung Tibets im Mai 1951. Obwohl im Rahmen dieses Abkommens Tibet Autonomierechte zugestanden wurden und das politische System und die freie Religionsausübung bewahrt werden sollen, verhielt sich China zunehmend repressiv gegenüber der tibetischen Bevölkerung. Es ordnete etwa Zwangsarbeiten an und schränkte die für Tibeter wichtige Religionsausübung ein.
Die östlichen Provinzen Kham und Amdo wurden nicht der neuen chinesischen Verwaltungseinheit des Autonomen Gebiet Tibets zugeschlagen. Sie gehörten deshalb zu den ersten Gebieten, die von kommunistischen Reformen wie die Kollektivierung von Landflächen bzw. Güterproduktionen und die Zurückdrängung der Religion betroffen waren. Anfängliche bewaffnete Widerstände einiger Tibeter begannen dort schon 1956. Unterschiedliche Sichtweisen betonen einerseits, dass privilegierte Grundherren mit Widerstand auf Beendigung des Feudalsystems reagierten, andererseits, dass die Rotchinesen die kulturellen und sozialen Strukturen der Tibeter grundlegend missachteten. Jedenfalls hatten die roten Han-Chinesen erhebliche Schwierigkeiten sich in Tibet zu etablieren und geachtet zu werden, da sie kaum mit der lokalen Elite kooperierten, sie übergingen kulturelle Gepflogenheiten, konnten kein Tibetisch und grenzten sich durch eine gefühlte Überlegenheit gegenüber den Tibetern ab.
Die Volksbefreiungsarmee reagierte schließlich mit der Stationierung zusätzlicher Truppen im östlichen Tibet. Die Angriffe von Widerstandskämpfern und die Repressalien der Volksbefreiungsarmee gegen Khampa-Widerstandsgruppen wie die Chushi Gangdruk wurden immer brutaler. Die chinesische Regierung führte Strafaktionen gegen tibetische Dörfer und Klöster durch. Tibetische Exilanten behaupten außerdem, dass chinesische Offiziere drohten, die Residenz des Dalai Lama, den Potala-Palast, zu zerstören und den Dalai Lama selbst umzubringen, um die Aufständischen einzuschüchtern. Im Laufe der Zeit wurden die Widerständler von der CIA ausgebildet und mit Waffen versorgt und stießen auf weite Zustimmung in der Bevölkerung. Die Rotchinesen sahen in den Widerstandsbewegungen einerseits eine erhebliche Gefahr für ihre Souveränitätsansprüche, andererseits sahen sie darin auch eine willkommene Steilvorlage, den Aufstand endgültig niederzuschlagen und einschneidende kommunistische Reformen per Zwang durchzuführen. Sie schüchterten den Dalai Lama und die Lokalregierung ein und verlangten die Verurteilung der Aufstände, die tibetische Regierung hielt sich jedoch zurück.

## Aufstand in Lhasa 1959
Am 1. März wurde der 14. Dalai Lama Tenzin Gyatso dazu eingeladen, einer Theateraufführung beim Hauptquartier der Volksbefreiungsarmee außerhalb von Lhasa beizuwohnen. Der Dalai Lama, der sich gerade für seinen Lhrarampa-Geshe-Abschluss vorbereitete, verschob zunächst die Einladung, sodass der Termin auf den 10. März gelegt wurde. Die tibetische Regierung und die Gefolgschaft des Dalai Lama wurden über die Einladung nicht informiert. Am Vortag besuchten chinesische Armeeoffiziere den Chef der Leibwache des 14. Dalai Lamas. Dabei bestanden sie darauf, dass der 14. Dalai Lama ohne seine Leibwache zur Theateraufführung kommen soll.
Überrascht von der Nachricht dieser auf sie sehr verdächtig wirkenden Einladung, befürchteten Tibets politische Vertreter und daraufhin Teile der tibetischen Bevölkerung, dass der Dalai Lama entführt werden sollte. Die angespannte Lage und umgreifende Gerüchte führten dazu, dass sich am 10. März „mehrere Tausend“ möglicherweise bis hin zu 30.000 Tibeter an der Residenz des Dalai Lama versammeln, um ihn an dem Besuch der Theateraufführung zu hindern. Sie richteten ihre Wut nicht nur auf die chinesischen Besatzer, sondern auch auf die tibetische Regierung, denn die Protestierenden bezichtigten sie des Verrats. Dabei wurden Parolen skandiert wie „Verkauft den Dalai Lama nicht für chinesische Münzen!“ und es wurde auch gewaltsam gegen potentielle Kollaborateure vorgegangen. Allgemein wird dieses Ereignis als Beginn des Tibetaufstands gesehen, obwohl das chinesische Militär sich bereits im Dezember des Vorjahres Kämpfe mit Guerillaeinheiten außerhalb Lhasas geliefert hatte.
Die Aristokratie von Lhasa war völlig unvorbereitet auf diesen Aufstand, der vom einfachen Volk, von Flüchtlingen aus Kham und Mönchen aus den drei großen Staatsklöstern ausging. Der Dalai Lama versicherte, dass er die Einladung ausschlagen werde und rief dazu auf die Proteste niederzulegen, aber dem kam die Masse nicht nach. Die Protestierenden auf den Straßen Lhasas riefen jetzt zur Unabhängigkeit Tibets und damit die Befreiung von der chinesischen Herrschaft auf. Daraufhin wurden erste Barrikaden in den Straßen der tibetischen Hauptstadt errichtet, sowohl chinesische als auch tibetische Militärkräfte verstärkten ihre Stellungen in Vorbereitung auf eine Auseinandersetzung innerhalb und außerhalb Lhasas. Die Tibeter sandten gleichzeitig einen Hilferuf an den indischen Gesandten. Zu diesem Zeitpunkt versammelten sich auch zahlreiche Frauen rund um den Potala-Palast. Dieser 12. März wurde als „Woman-Uprising-Day“ bekannt und initiierte die tibetische Frauenbewegung.
Die chinesischen und tibetischen Truppenstellungen wurden in den darauffolgenden Tagen kontinuierlich verstärkt. Das chinesische Militär positionierte dazu Teile seiner Artillerie außerhalb der Sommerresidenz des Dalai Lamas, dem Norbulingka, und forderte den Dalai Lama auf seine Position innerhalb des Palasts bekanntzugeben um vor einem möglichen Einsatz chinesischer Artillerie geschützt zu sein. Nach Rücksprache mit dem Staatsorakel und der Schlussfolgerung, dass die Lage zu instabil geworden sei, entschlossen sich der Dalai Lama und seine Gefolgschaft zu fliehen. Am 15. März bereitete das tibetische Militär eine Flucht des 14. Dalai Lama aus der Stadt vor. Bis zu diesem Zeitplan hatte der Dalai Lama bereits Kunstschätze und Goldstaub im Wert von 42 Millionen US-Dollar aus den Klöstern an die tibetisch-indische Grenze schaffen lassen. Am 17. März schlugen zwei chinesische Artilleriegeschosse in der Nähe der Residenz ein. Dieses Ereignis und die spätere Drohung der Rotchinesen, aufständische Minister zu verhaften, veranlassten den Dalai Lama endgültig ins indische Exil zu gehen. Die Flucht wurde heimlich nachts durchgeführt, ausgestattet nur mit einem schwarzen Mantel, um keine Aufmerksamkeit bei der protestierenden Menge und den Chinesen zu erregen.
Am 20. März gab das chinesische Lager erneut Warnschüsse in Richtung Norbulingka ab, um die Menge zu zerstreuen. Damit brach der Aufstand offen aus und am nächsten Morgen standen sich Tibeter und Chinesen gewaltsam gegenüber. Zwar konnten auch die aufständischen Tibeter auf Maschinengewehre zurückgreifen, aber die Volksbefreiungsarmee war dennoch deutlich besser ausgestattet und beendete den Aufstand blutig nach drei Tagen. Am Morgen des 23. März hatte sich der letzte tibetische Widerstand um den alten Jokhang-Tempel versammelt. Dabei kletterten bewaffnete Khampas auf das Dach des Tempels, wurden aber rasch mit chinesischer Artillerie neutralisiert.
Die exakte Anzahl an Toten bleibt umstritten, jedenfalls aber säumten „zahlreiche Leichen“ die Straßen Lhasas und mindestens 4.000 Menschen wurden verhaftet. Die tibetische Seite spricht von 87.000 Toten. Gerüchte über die volle Zerstörung des Norbulingka-Palasts konnten nicht bestätigt werden, auch Gerüchte, welche die CIA in der Fluchtplanung involviert sahen, wiesen sich als falsch heraus. Die Repression der Rotchinesen gegenüber Tibet hielt mit der Flucht des Dalai Lama jedoch an und verstärkte sich sogar, etwa innerhalb der Kulturrevolution.